# Solanum ovum-fringillae
Solanum ovum-fringillae là một loài thực vật thuộc họ Solanaceae. Đây là loài đặc hữu của Brasil.